# شارع البهلوان (فلم)
شارع البهلوان هو فيلم مصري كوميدي من إنتاج سنة 1949.

## قصة الفيلم
تدور القصة حول ثلاثة أصدقاء:
- سعيد (كمال الشناوي) المتزوج من أمينة (كاميليا)، والتي يغار عليها بشدة.
- كامل (حسن فايق) المتزوج من زهيرة (زينات صدقي) العاشقة للملاكمة.
- إبراهيم (عبد الحميد زكي) وهو رجل رجعي متزوج من ميرفت (لولا صدقي).

تتاشبك أحداث القصة عندما يقرر كامل (زوج زهيرة) إرسال رسائل غرامية إلى ميرفت (زوجة إبراهيم) التي يحبها، وقام بكتابة تلك الرسائل صديقه سعيد. في حين بينما يرسل نفس الرسائل بخطه هو إلى أمينة (زوجة سعيد). وبعد أن تكتشف أمينة، وميرفت أمر تلك الرسائل،يتلاقى الأصدقاء الثلاثة، ويتبادلون الاتهامات، ويشك كل منهم في سلوك زوجته.

## قصة المشهد المحذوف
تصادف وقت تصوير الفيلم مع حلول شهر رمضان (يوليو 1949)، وكان أحد المشاهد يتضمن أداء قبلة بين بطلي الفيلم، كمال الشناوي، وكاميليا. لكن كمال الشناوي رفض تأدية القبلة في النهار، رغم إصرار المخرج صلاح أبو سيف، وذلك مختفة إفساد صيامه، فلم يكن هناك مفر للمخرج إلا انتظار انقضاء نهار الصيف الطويل لأداء المشهد. والطريف أن صناع الفيلم اكتشفوا عند عرض الفيلم أن أحد مسؤولي الرقابة قد قام بحذف هذا المشهد من الفيلم! 

## مصدر
1. ↑  محمود قاسم، موسوعة الأفلام الروائية في مصر والعالم العربي، الجزء الثاني، الهيئة المصرية العامة للكتاب، 2006، ص 10.
2. ↑  كمال الشناوي..الضوء الآخر للقمر نسخة محفوظة 26 أكتوبر 2021 على موقع واي باك مشين.

## روابط خارجية
- مقالات تستعمل روابط فنية بلا صلة مع ويكي بيانات
- شارع البهلوان على موقع الدهليز
- شارع البهلوان نسخة محفوظة 5 فبراير 2023 على موقع واي باك مشين. على موقع كاروهات